# Bender Gets Made
«Bender Gets Made» («Бендер входит в дело») — тринадцатый эпизод второго сезона мультсериала «Футурама». Североамериканская премьера этого эпизода состоялась 30 апреля 2000 года.

## Сюжет
Бендер, Фрай и Лила приходят на студию, где снимается телепередача «Эльзар в прямом эфире». Бендер, являющийся ярым поклонником Эльзара, ведёт себя на съёмках очень шумно, чем доставляет много хлопот своему кумиру. В результате несчастного случая Лиле в глаз попадают приправы, и её отвозят в больницу. После лечения врач прописывает ей повязку на глаз. Эльзар в качестве компенсации предлагает ужин в своём ресторане. После того, как команда поужинала, их ждал сюрприз — Эльзар выставил им счёт на 1200 долларов. Таких денег у команды «Экспресса» не было и, чтобы расплатиться, Бендер предложил Эльзару собственным трудом отработать долг.
В ресторан Эльзара заходят роботы-мафиози, о которых так много слышал Бендер. Чтобы произвести впечатление на Донбота, Бендер выгоняет посетителей из кафе, тем самым освобождая понравившийся главному роботу-мафиози столик. После того как Бендер обсчитывает Донбота и вновь обращает на себя внимание, глава семьи роботов замечает его и предлагает работу киллером.
Первым заданием для Бендера стала доставка дискеты с номерами лотереи. Прогуливаясь по Маленькой улочке Биталии, Бендер рассказывает Малышу Тимми о том, что состоит в мафии. Увидев, что на улице полно полицейских, Бендер оставляет дискету у Малыша и уводит полицейских от него. После того, как Бендера незаконно обыскали, его отпустили. Тимми передаёт дискету, и Бендер выполняет своё первое задание. Чуть позже Бендера по кличке «Алкаш» приглашают участвовать в налёте. Донбот порекомендовал обзавестись алиби на время налёта, поэтому Бендер, записав голос на плёнку, закрывает магнитофон в отсеке космического корабля, чтобы Фрай и Лила подумали о присутствии его на космическом корабле.

Робот-рабочий: Донбот! Пожалуйста, загляни в свою программу и найди файл милосердия.

Донбот: Файл не найден!

Бендер летит на корабле мафии на дело, выполняя попутно роль повара. Когда корабль мафии догоняет планируемую цель ограбления, Бендер понимает, что целью ограбления является Межпланетный экспресс. Джои «Мышиный коврик» и Клешни начинают обстрел Межпланетного экспресса, которым управляет Лила с повязкой на единственном глазе. Фрай отстреливается от мафии и пытается уводить корабль от ракет. Сопротивление команды сильно злит Донбота, и он отдаёт приказ Алкашу стрелять по кораблю. Бендер симулирует стрельбу из пулемёта, издавая похожие звуки. Позже он заявляет, что его ранили.
Когда корабль Межпланетного экспресса пролетал в непосредственной близости от корабля мафии, его остановил робот Клешни и перекрыл доступ топлива к двигателю. После захвата корабля мафия роботов завязывает глаза Фраю. Это позволяет Бендеру зайти на корабль и связать Лилу и Фрая, так что они не осознают, кто это сделал. Джои сообщает, что на борту ещё должен быть робот. Донбот поручает Бендеру выключить робота. Алкаш уходит в отсек, и там разыгрывает убийство Бендера, то есть самого себя. Донбот просит помощников сжечь корабль, но Алкаш предлагает сделать всю грязную работу самостоятельно. После того как мафия роботов улетает, Бендер связывает себя сам и вместе с Лилой и Фраем выдаёт себя за жертву ограбления. Освободившись, команда благополучно возвращается домой.
Позже Малыш Тимми приносит Бендеру его долю от налёта на Межпланетный экспресс. Бендер просит передать Донботу, что хочет уйти из организованной преступности и заняться неорганизованной.

## Персонажи
Список новых или периодически появляющихся персонажей сериала
- Клешни
- Донбот
- Эльзар
- Хэтти МакДугал
- Джои «Мышиный коврик»
- Нибблер
- Смитти и Урл
- Малыш Тимми